# Mehriban Alijeva
Mehriban Arif kizi Alijeva (azerski: Mehriban Arif qızı Əliyeva; Baku, 26. kolovoza 1964.) azerbajdžanska je liječnica, prva dama i prva potpredsjednica Azerbajdžana te UNESCO-ova veleposlanica dobre volje od rujna 2004.
Mehriban Alijeva, rođena kao Mehriban Pašajeva, rođena je u Bakuu i dolazi iz bogate obitelji. Njezin djed bio je azerbajdžanski književnik Mir Jalal Pašajev, rođen u Iranu. Njezin ujak Hafiz Pašajev bio je prvi veleposlanik Azerbajdžana u Sjedinjenim Američkim Državama. Njen otac Arif Pašajev, rektor je Nacionalne zrakoplovne akademije u Bakuu, a njezina majka Aida Imangulijeva (1939. – 1992.) bila je poznata filologinja i stručnjakinja na području arabistike, kći uglednog novinara i prosvjetitelja Nasira Imangulijeva.
Godine 1995., Alijeva je osnovala nevladinu dobrotvornu organizaciju “Azerbajdžanski fond prijatelja kulture”. 1996. godine. Ova je institucija, uz financijsku potporu američke korporacije Chevron, dodijelila nagrade šestorici predstavnika azerbajdžanske umjetnosti i kulture. Zaklada je također sponzorirala nastupe u Bakuu uz glazbu Antonija Vivaldija i Georgea Gershwina. Od 1996. Alijeva aktivno promiče azerbajdžansku kulturu.
Nakon smrti svog tasta Hejdara Alijeva 2003. godine, Alijeva je 10. svibnja 2004. godine osnovala Fond Hejdar Alijev, koji se fokusira na proučavanje i promicanje političke ideologije Hejdara Alijeva.
Dana, 13. kolovoza 2004. Mehriban Alijeva imenovana je UNESCO-ovom veleposlanicom dobre volje, zbog svoje predanosti zaštiti i promicanju azerbajdžanske kulturne baštine i glazbene tradicije. 
Vjenčala se s Ilhamom Alijevim, predsjednikom Azerbajdžana, sinom Hejdara Alijeva, 22. prosinca 1983. u Bakuu. Par ima dvije kćeri, Lejlu (rođ. 3. srpnja 1984.) i Arzu (rođ. 23. siječnja 1989.) i sina Hejdara (rođ. 2. kolovoza 1997.). Kći Lejla urednica je časopisa “Baku”, koji je izdavao azerbajdžansko-ruski biznismen Aras Agalarov, a bila je udata za njegovog sina Emina Ağglarova. Mehriban i Ilham Alijev imaju 4 unuka.